# 馬薩伊蒂縣
馬薩伊蒂縣（英語：Masaiti District），是贊比亞的縣份，位於該國中部，由銅帶省負責管轄，首府設於馬薩伊蒂，面積5,383平方公里，2010年人口103,857，人口密度每平方公里19.3人。